# تشاوك (دهرود)
تشاوك (بالفارسية: چاوک) هي قرية تقع في إيران في قسم دهرود الريفي. يقدر عدد سكانها بـ 0 نسمة بحسب إحصاء 2016.